# A12-es autópálya (Horvátország)
Az A12-es autópálya (horvátul autocesta A12) északkelet felé haladva fogja összekötni Zágrábot a magyar határon lévő Gólával. Jelenleg még csak egy rövid szakasza készült el, az is csak autóútként. A folytatást 2009. április 27-én kezdték el építeni, és két év alatt tervezik befejezni. A beruházás költsége nettó 1171 millió kuna.
Magyar oldalon az út folytatásaként egy Berzencéből induló, az M9-es autóútra csatlakozó gyorsforgalmi utat terveznek.